# Józef Janduda
Józef Janduda (ur. 10 września 1942 w Klostermansfeld) – polski piłkarz, z zawodu technik górnik. Grał na pozycji obrońcy i stopera. Do 1947 nosił imię Werner.

## Kariera
Był wychowankiem GKS Prezydent Chorzów, potem grał w Zrywie Chorzów (lata 1957–1960), Ruchu Chorzów (1961-70), Pogoni Szczecin (1970-73), od 1974 na stałe grał w USA: Wisła Garfield (1974), Rochester Lancers (1974-75), 42 mecze w NASL, Apollo New York, Polonia Greenpoint.
Podczas dziewięciu sezonów w Ruchu Chorzów rozegrał 140 spotkań i strzelił jednego gola. W 1968 roku zdobył z tym klubem mistrzostwo Polski. W 1961 roku zdobył Wicemistrzostwo Europy w reprezentacji młodzieżowej U-18. Grał także w reprezentacji narodowej. Był piłkarz złotej jedenastki chorzowskiego klubu w latach 60. Jego wujem był Henryk Janduda, reprezentant lat powojennych w barwach AKS-u Chorzów, a kuzynem Paweł Janduda (Górnik Zabrze, Polonia Bytom, ROW Rybnik, Górnik Knurów itd.).